# Barry Hay

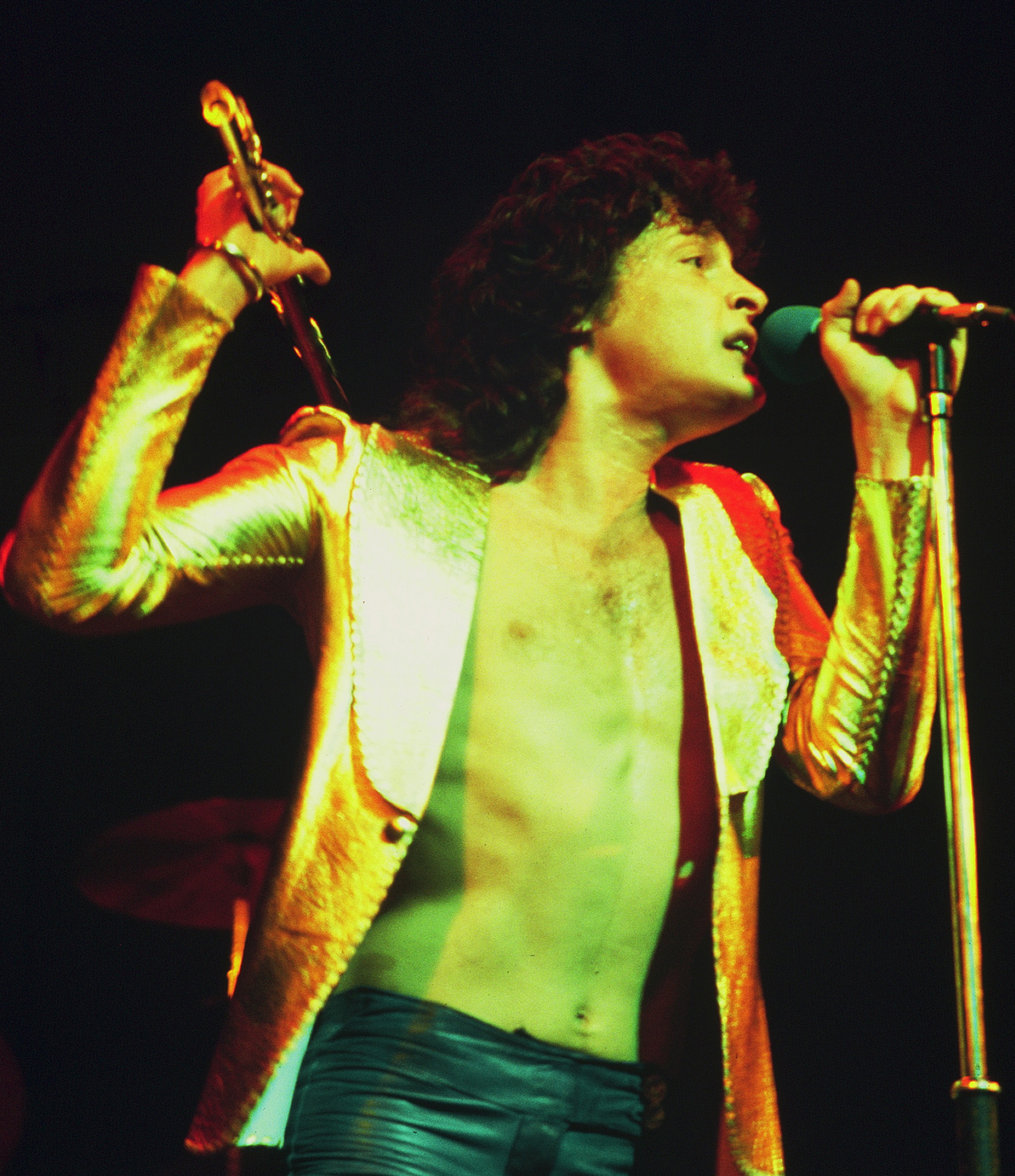
Barry Hay 1974

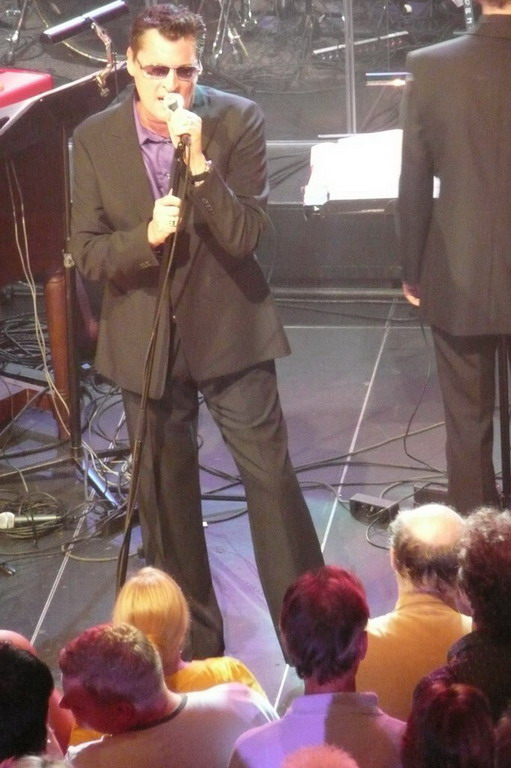
Barry Hay 2008

Barry Andrew Hay (* 16. August 1948 in Faizabad, Indien) war ab 1967 Sänger und Frontmann der 2021 aufgelösten niederländischen Rockband Golden Earring.

## Biografie
Hay wurde in Indien geboren und zog im Alter von acht Jahren in die Niederlande. Er lebte in Amsterdam und später in Den Haag. Im Sommer 1967 trat er in die Rockband Golden Earring ein und ersetzte Frans Krassenburg. Hay kreierte einige der Schallplattencover von Golden Earring.
Außerdem hat Hay auch zwei Solo-Alben Only Parrots Frogs and Angels (1972) und Victory of Bad Taste (1987) veröffentlicht, beide jedoch mit wenig Erfolg.
Im Jahr 1994 sang und spielte er Querflöte im Ayreon Song Sail Away Avalon, die Single aus dem Debütalbum The Final Experiment.
Im Jahr 2001 verließ Hay Den Haag und zog zurück nach Amsterdam. Er war der Synchronsprecher von Rock Zilla in der niederländischen Version von Gene Simmons’ Cartoon-Serie My Dad the Rock Star.
Barry Hay heiratete am 22. Februar 1992 Sandra Bastian. Das Paar hat zwei Töchter, die 1990 und 1999 geboren sind.
Hay lebt heute auf Curaçao, wo er eine Radioshow veranstaltet.
2016 veröffentlichte er ein Album seines Projekts Barry Hay’s Flying V Formation.

## Diskografie

### Alben
- 1972: Only Parrots Frogs and Angels
- 1987: Victory of Bad Taste
- 2008: The Big Band Theory
- 2016: V2 (als Barry Hay’s Flying V Formation)
- 2019: For You Baby (mit JB Meijers)
- 2022: Fiesta de la vida (mit JB Meijers)

### Singles und EPs
- 1972: Did You Really Mean It / Roll Another Rock
- 1987: Draggin' The Line / What Kinda Love
- 1987: Jezebel / Going Blind
- 2009: Can We Still Be Friends
- 2017: Be My Baby (als Barry Hay’s Flying V Formation)
- 2020: The Artone Session (EP) mit JB Meijers